# 池蝶蚌
池蝶蚌（学名：Hyriopsis schlegelii）为蚌科帆蚌属的雙殼綱軟體動物，分布於日本。相較於其他淡水珍珠贝类，池蝶蚌的抗病能力和育珠性能都比較好。

## 外部連結
- 維基物種上的相關：池蝶蚌